# Агрикола Авиньонский
Агри́кола Авиньо́нский (не ранее 627 и не позднее 630 — 2 сентября 700, Авиньон) — епископ Авиньона (660—700). Святой Католической церкви (день памяти — 2 сентября).

## Биография
По преданию, Агрикола был сыном святого Магна, епископа Авиньонского. В возрасте шестнадцати лет он был пострижен в монахи в Леринском монастыре. В монастыре Агрикола был рукоположён в архидиакона. Когда Агриколе было тридцать лет, отец назначил его коадъютором. После кончины святого Магна в 660 году Агрикола стал его преемником. В городе он воздвиг храм, в котором служили Леринские насельники. Известный своими молитвами, заступник бедных и больных, святой Агрикола основал женский монастырь. Скончался около 700 года. После него епископом Авиньонским стал святой Вередем.

## Почитание
Согласно хартии от 919 года святой Агрикола бы похоронен в авиньонской церкви Св. Петра (Saint-Pierre). В конце XI века упоминаются подношения, сделанные епископом Арбертом Авиньонским монастырю св. Агриколы. Храм Св. Агриколы (Saint Agricola) был построен, вероятно, в XII веке. В 1321 году во времена Авиньонского пленения при папе римском Иоанне XXII он был сделан коллегиальным храмом. Возможно, в связи с этим мощи св. Агриколы были перенесены из церкви Святого Петра в этот храм.
Почитание святого Агриколы возросло в XIV и XV веках, и в 1647 году, при архиепископе Кесарии Аргелли (César Argelli) он был провозглашён св. покровителем города. Ему молятся о ниспослании дождя во время засухи и всяких нестроениях.
Согласно документам XV века, по молитвам святого Агриколы было отвращено нашествие аистов. Он считается св. покровителем аистов и изображается вместе с ними.